# همیلی
همیلی (به فرانسوی: Hémilly) یک کمون در فرانسه است که در Canton of Faulquemont واقع شده‌است.

## خصوصیات
همیلی ۱۴٫۰۴ کیلومترمربع مساحت و ۱۴۸ نفر جمعیت دارد و ۲۶۰ متر بالاتر از سطح دریا واقع شده‌است.